# Ajumi Ojaová
Ajumi Ojaová (japonsky 大矢 歩, * 8. listopadu 1994 Gunma) je japonská fotbalistka.

## Reprezentační kariéra
Za japonskou reprezentaci v letech 2017 až 2018 odehrála 9 reprezentačních utkání.

## Statistiky
| Japonsko | Japonsko | Japonsko |
| Roky     | Záp.     | Góly     |
| -------- | -------- | -------- |
| 2017     | 8        | 0        |
| 2018     | 1        | 0        |
| Celkem   | 9        | 0        |